# Pseudobufo subasper
Pseudobufo subasper és una espècie d'amfibis de la família Bufonidae. És monotípica del gènere Pseudobufo. Es troba a Indonèsia i Malàisia.
El seu hàbitat natural són els pantans tropicals o subtropicals. Està amenaçada d'extinció.